# Família Gerardini

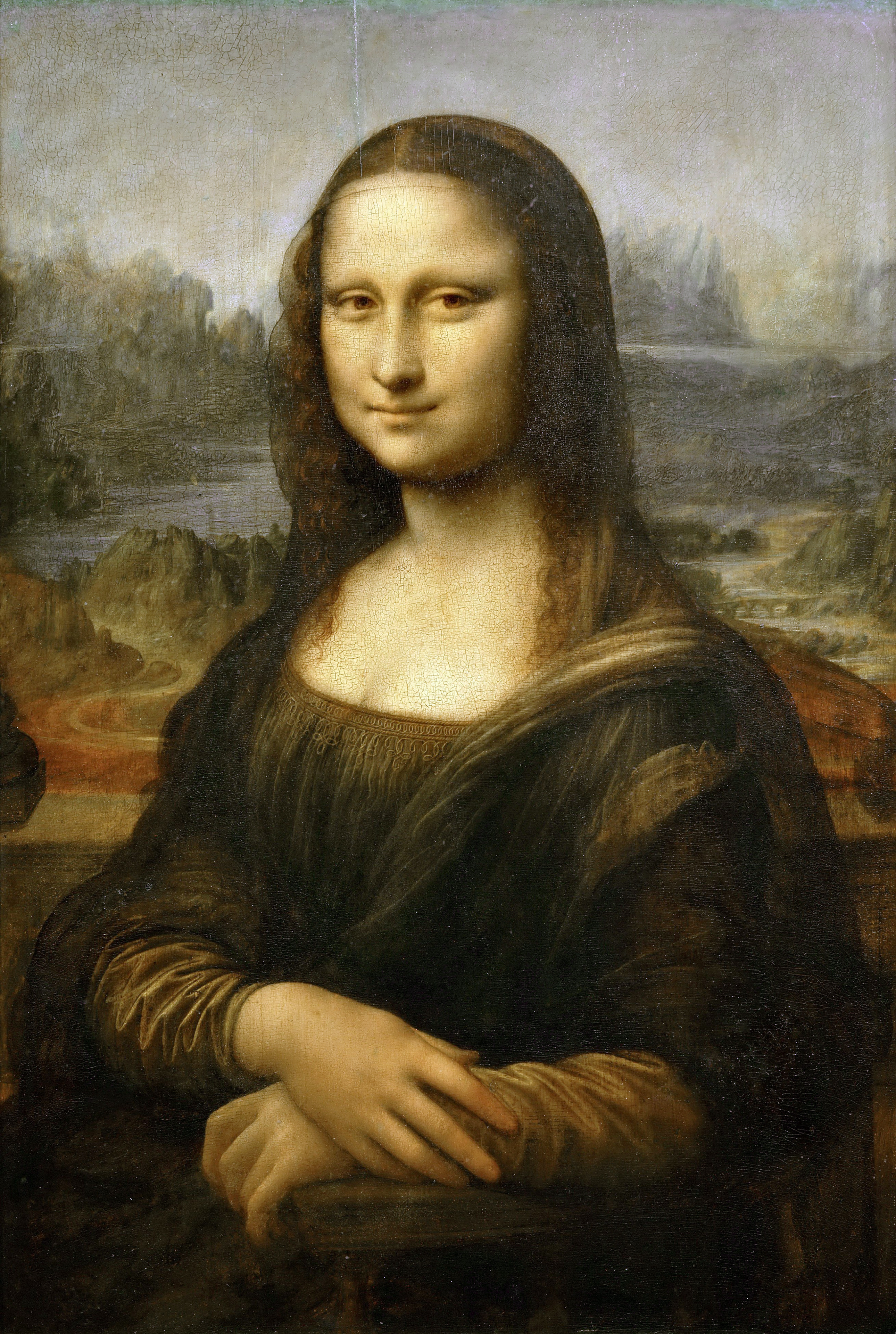
A famosa Mona Lisa é o retrato de Lisa Gherardini conhecida como "La Gioconda" porque era casada com Francesco Bartolomeo del Giocondo

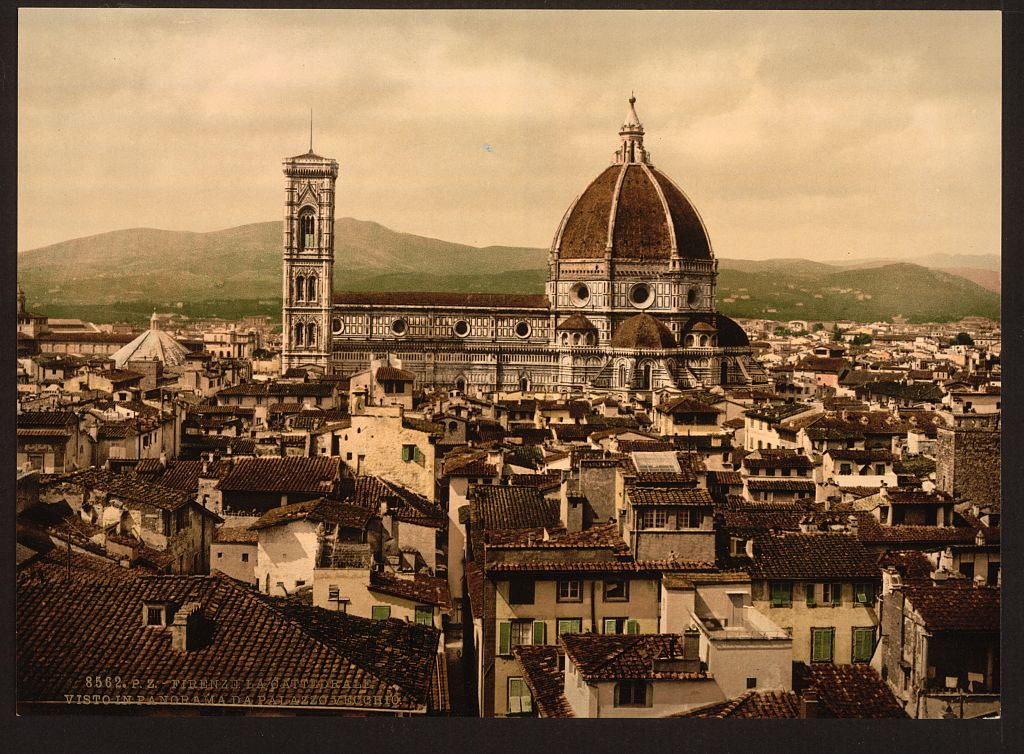
Florença, berço da Casa de Gherardini, família fundadora da República antes do seu exílio em Veneza

Os Gherardini de Montagliari (ou Florença ) foram uma das mais proeminentes famílias nobres históricas italianas da Toscana, Itália . Através dos Amideis, a família era descendente de romanos . Entre os séculos IX e XIV, desempenharam um papel importante na Toscana . A sua influência também foi sentida nas regiões de Veneto e Emília entre os séculos XVI e XVIII, e durante o Risorgimento italiano, bem como na política e economia italiana de hoje. O caráter inquieto e combativo da família despertou a curiosidade de muitos historiadores da Idade Média. Originária da tradição feudal, foi uma das famílias fundadoras da República de Florença .

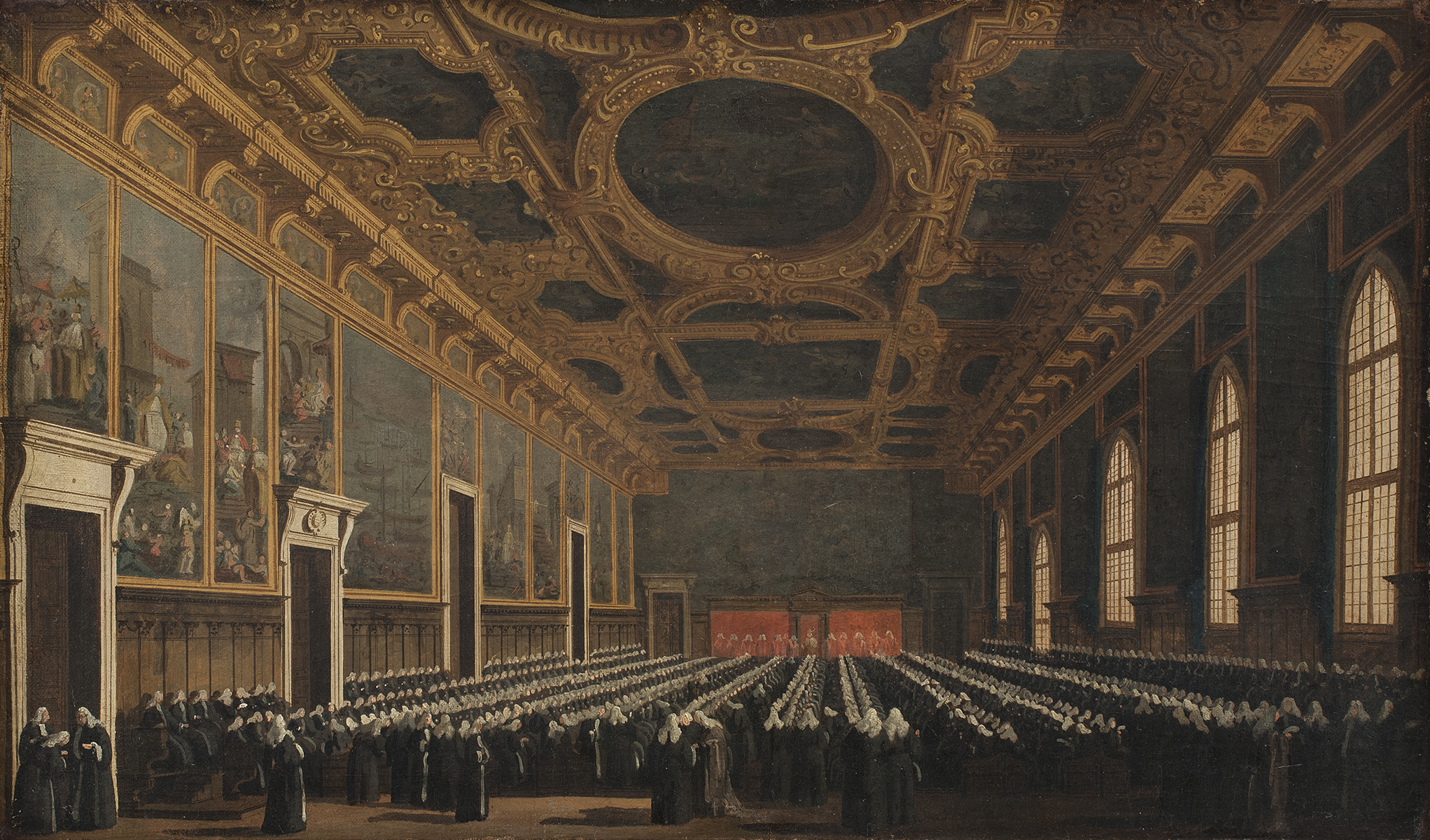
O Grande Conselho de Veneza, os Gherardinis de Florença tornaram-se membros do patriciado veneziano em 1652

A família participou da vida política de Florença entre 1100 e 1300. Em 1300, foram exilados da cidade quando Florença iniciou a sua transformação em Signoria, mais tarde governada pelos Medicis . Em sua Divina Comédia, Dante Alighieri, exilado com os Gherardini, colocou a família na V Esfera do Paraíso. Após o exílio da Toscana, a família juntou-se ao Grande Conselho de Veneza (Câmara dos Pares de Veneza), tornando-se patrícios daquela cidade e membros da nobreza veneziana . Até 1800, mantiveram alguns feudos entre a Toscana e a Emilia Romagna.
O túmulo de cavaleiro mais antigo da Toscana (na Igreja de Sant'Appiano, perto de Barberino Val d'Elsa ) pertence a esta família. Historicamente influentes em Florença, os Gheradinis também foram apresentados em Histórias Florentinas, livro escrito por Niccolò Machiavelli a pedido dos Medicis. Nos tempos modernos, o seu nome é afiliado à Mona Lisa de Leonardo da Vinci, pois a pintura retrata o retrato de Lisa Gherardini . As armas desta família são um Barry trimestral de seis vair, gules e águias imperiais.
Os Gheradinis também se casaram com outras famílias renascentistas ao longo dos séculos, como os Medicis, Strozzis, Bardis, Albizzis, Altovitis, Frescobaldis, Albertis, Balestrieris e Ricasolis .